# Трейси, Фаррелл
Фаррелл Трейси (англ. Farrell Treacy; род. 29 апреля 1995) — английский шорт-трекист, Участник зимних Олимпийских игр 2018 года.

## Спортивная карьера
Фаррелл Трейси родился в городе Хенли-ин-Арден, Великобритания. Третий ребёнок в семьи, где двое его младших братьев также занимается конькобежным спортом. Начал кататься на коньках с 2007 года, когда вместе с другом пришёл на каток. Тренируется на базе клуба «Mohawks Ice Racing Club». В 2012 году он был признан спортсменом года среди юниоров города Стратфорд-апон-Эйвон. В 2017 году был признан спортсменом года в Солихалле.
Лучший, на данный момент, его персональный показатель на соревновании международного уровня был продемонстрирован во время чемпионата Европы по шорт-треку 2017 года в итальянском городе — Турин. Британская команда, в которую был включен Фаррелл, в мужской эстафете на 5000 м с результатом 7:01.107 заняла шестое место.
На зимних Олимпийских играх 2018 года Фаррелл был заявлен для участия в забеге на 1000 и 1500 м. 10 февраля 2018 года во время забега на 1500 м он потерял равновесие и врезался в барьер в первом забеге квалификации. В общем зачете он занял 33-ю позицию. 17 февраля 2018 года во время забега на 1000 м с результатом 1:25.080 он финишировал четвёртым в третьем забеге четвертьфинала и прекратил дальнейшею борьбу за медали. В общем зачете он занял 14-ю позицию.